# (22254) Владбармин
(22254) Владбармин (лат. Vladbarmin) — типичный астероид главного пояса, открыт 3 октября 1978 года советским астрономом Николаем Черных в Крымской астрофизической обсерватории и 21 марта 2008 года назван в честь учёного и конструктора Владимира Бармина.

## Обнаружение и именование
(22254) Владбармин
Открыт 3 октября 1978 года в Крымской астрофизической обсерватории Н. С. Черных.
Владимир Павлович Бармин (1909—1993) был генеральным конструктором систем наземного базирования и запуска ракетно-космической техники. На космодроме Байконур в 1957 году 4 октября с разработанного им стартового комплекса стартовал «Спутник-1». Его проекты позволили реализовать все советские и российские космические программы.
Оригинальный текст (англ.)22254 Vladbarmin
Discovered 1978 Oct. 3 by N. S. Chernykh at the Crimean Astrophysical Observatory.
Vladimir Pavlovich Barmin (1909—1993) was the general designer of the ground-based and launching systems for space rocketry. At the Baikonur cosmodrome on 1957 Oct. 4 Sputnik 1 left from the launching complex he developed. His projects allowed the realization of all the Soviet and Russian space programs.
Источники: 20080321/MPCPages.arc; M.P.C. 62355.

## Орбита

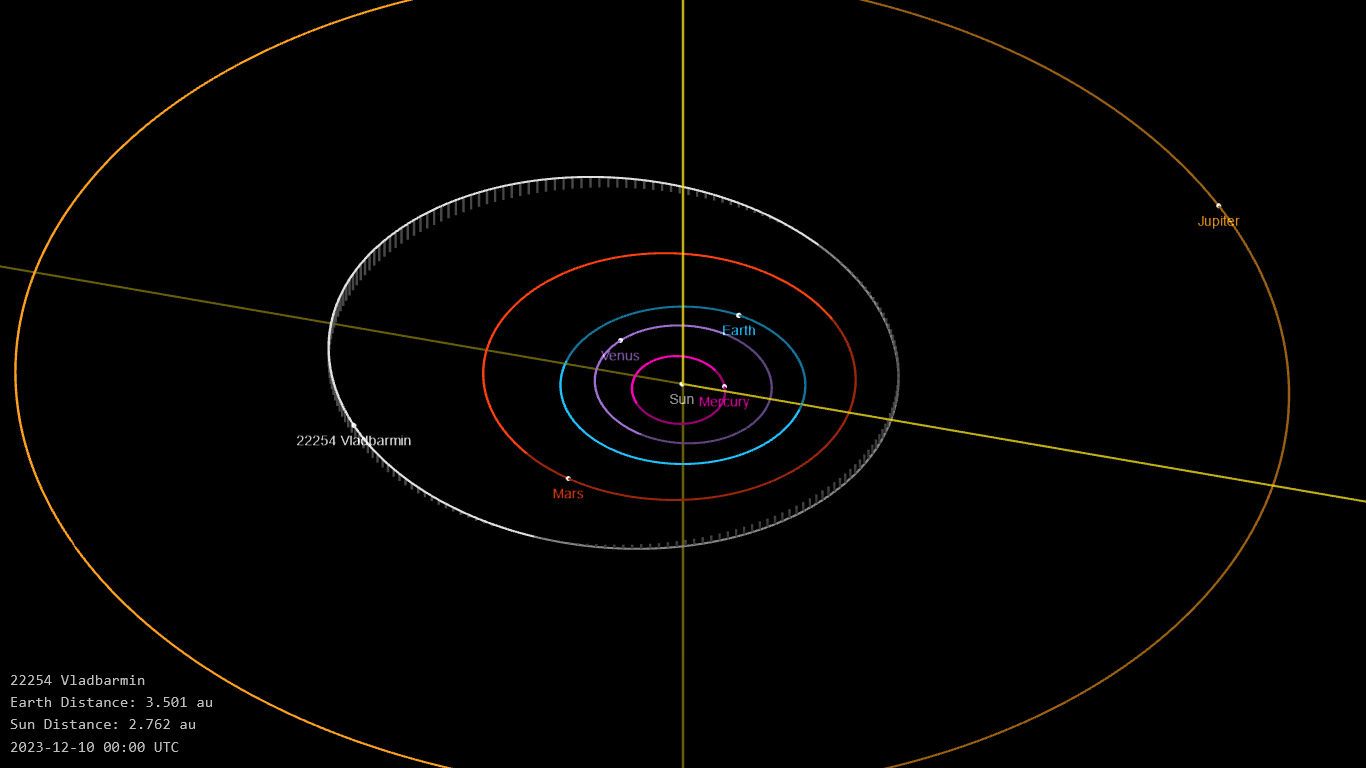
Орбита астероида Владбармин и его положение в Солнечной системе

## Физические характеристики
Астероид относится к таксономическому классу S.
По результатам наблюдений в видимом и ближнем инфракрасном диапазоне космического телескопа NEOWISE диаметр астероида оценивался равным 2,684±0,090 км и 2,51±0,46 км. Согласно тем же источникам альбедо оценивается как 0,3885±0,1316, 0,37±0,17 и 0,389±0,132.